# العلاقات الرواندية السويسرية
العلاقات الرواندية السويسرية هي العلاقات الثنائية التي تجمع بين رواندا وسويسرا.

## مقارنة بين البلدين
هذه مقارنة عامة ومرجعية للدولتين:
| وجه المقارنة                                              | رواندا                                        | سويسرا                                                                                      |
| --------------------------------------------------------- | --------------------------------------------- | ------------------------------------------------------------------------------------------- |
| المساحة (كم2)                                             | 26.34 ألف                                     | 41.28 ألف                                                                                   |
| عدد السكان (نسمة)                                         | 12.21 مليون                                   | 8.21 مليون                                                                                  |
| الكثافة السكانية (ن./كم²)                                 | 463.55                                        | 198.89                                                                                      |
| العاصمة                                                   | كيغالي                                        | برن                                                                                         |
| اللغة الرسمية                                             | اللغة الكينيارواندا، لغة إنجليزية، لغة فرنسية | اللغة الألمانية، اللغة الإيطالية، لغة فرنسية، اللغة الرومانشية، الألمانية السويسرية الموحدة |
| العملة                                                    | فرنك رواندي                                   | فرنك سويسري                                                                                 |
| الناتج المحلي الإجمالي (بليون دولار)                      | 9.14 مليار                                    | 678.89 مليار                                                                                |
| الناتج المحلي الإجمالي (تعادل القوة الشرائية) بليون دولار | 20.46 مليار                                   | 518.07 مليار                                                                                |
| الناتج المحلي الإجمالي الاسمي للفرد دولار أمريكي          | 697                                           | 80.94 ألف                                                                                   |
| الناتج المحلي الإجمالي للفرد دولار أمريكي                 | 1.66 ألف                                      | 59.54 ألف                                                                                   |
| مؤشر التنمية البشرية                                      | 0.483                                         | 0.930                                                                                       |
| رمز المكالمات الدولي                                      | +250                                          | +41                                                                                         |
| رمز الإنترنت                                              | .rw                                           | .ch، .swiss ‏                                                                                |
| المنطقة الزمنية                                           | ت ع م+02:00                                   | توقيت وسط أوروبا، ت ع م+01:00، ت ع م+02:00، أوروبا/زيورخ ‏                                   |

## منظمات دولية مشتركة
يشترك البلدان في عضوية مجموعة من المنظمات الدولية، منها:
| علم المنظمة | اسم المنظمة                               | تاريخ انضمام رواندا | تاريخ انضمام سويسرا |
| ----------- | ----------------------------------------- | ------------------- | ------------------- |
|             | مؤسسة التمويل الدولية                     | 6 نوفمبر 1975       | 29 مايو 1992        |
|             | منظمة حظر الأسلحة الكيميائية              | ?                   | ?                   |
|             | يونسكو                                    | 7 نوفمبر 1962       | 28 يناير 1949       |
|             | البنك الإفريقي للتنمية                    | ?                   | ?                   |
|             | الأمم المتحدة                             | 18 سبتمبر 1962      | 10 سبتمبر 2002      |
|             | الاتحاد الدولي للاتصالات                  | 12 ديسمبر 1962      | 1866                |
|             | منظمة الشرطة الجنائية الدولية             | ?                   | ?                   |
|             | البنك الدولي للإنشاء والتعمير             | 30 سبتمبر 1963      | 29 مايو 1992        |
|             | الاتحاد البريدي العالمي                   | ?                   | ?                   |
|             | مؤسسة التنمية الدولية                     | 30 سبتمبر 1963      | 29 مايو 1992        |
|             | منظمة التجارة العالمية                    | ?                   | ?                   |
|             | المركز الدولي لتسوية المنازعات الاستشارية | 14 نوفمبر 1979      | 14 يونيو 1968       |
|             | وكالة ضمان الاستثمار متعدد الأطراف        | 27 سبتمبر 2002      | 12 أبريل 1988       |

## وصلات خارجية
- موقع وزارة الخارجية الرواندية
- موقع وزارة الخارجية السويسرية